# Bo Göranzon
Bo Gustaf Elof Göranzon, född 4 oktober 1941 i Linköpings domkyrkoförsamling i Östergötlands län, är en svensk informatiker och professor emeritus.
Bo Göranzon är son till hotelldirektören Bengt Göranzon och Maria Sterner samt äldre bror till Marie Göranzon.
Han har en fil kand i botten och disputerade 1990 vid Kungliga Tekniska Högskolan (KTH) på avhandlingen Det praktiska intellektet – datoranvändning och yrkeskunnande. I samarbete med Dramaten i Stockholm har han utvecklat en metod för att frigöra tyst kunskap. Han har som forskare varit verksam vid Arbetslivscentrum. Göranzon är professor emeritus i yrkeskunnande och teknologi vid KTH samt grundare av Dialogseminariet och ansvarig utgivare av Tidskriften Dialoger.
Bo Göranzon är sedan 1981 gift med Ingela Josefson.